# 187638 Greenewalt
187638 Greenewalt è un asteroide della fascia principale. Scoperto nel 2007, presenta un'orbita caratterizzata da un semiasse maggiore pari a 2,4809786 UA e da un'eccentricità di 0,1142707, inclinata di 7,03592° rispetto all'eclittica.
L'asteroide è dedicato al chimico statunitense Crawford Hallock Greenewalt.